# Missa brevis no 8 de Mozart
Orgelsolomesse
Pour les articles homonymes, voir Missa Brevis.
La Missa brevis no 8 en do majeur, K. 259 aussi appelée Orgelsolomesse (du solo d'orgue) est une messe de Wolfgang Amadeus Mozart, composée à Salzbourg probablement entre 1775 et 1777. Bien qu'elle soit considérée comme une missa brevis, l'emploi de trompettes la transforme en une missa brevis et solemnis. On lui a attribué le surnom de Orgelsolomesse, à cause de l'orgue obligé qui apparaît au début du Benedictus.

## Historique
La présente messe est l'une des trois messes que Mozart a composées entre 1775 et 1777, toutes trois en ut majeur, les deux autres étant la messe K. 257 et la messe K. 258.

## Structure
L'œuvre comporte six mouvements, qui suivent l'ordre traditionnel de la messe:
1. Kyrie (Andante, en do majeur, à , 29 mesures), soli et chœur SATB - partition
2. Gloria (Allegro, en do majeur, à 
, 78 mesures), soli et chœur - partition
3. Credo (Allegro, en do majeur, à , 84 mesures), chœur - partition
—Et incarnatus est... (Andante (mesure 25)), soli, chœur - partition
—Et resurrexit... (Allegro (mesure 44), en do majeur, à ), soli et chœur - partition
4. Sanctus (Andante maestoso, en do majeur, à 
, 38 mesures), chœur - partition
—Pleni sunt coeli et terra... (Allegro (mesure 8), en do majeur, à ) - partition
5. Benedictus (Allegro vivace, en sol majeur, à 
, 77 mesures), solo d'orgue, soli et chœur) - partition
— Hosanna (mesure 62), en do majeur, à 
), soli et chœur - partition
6. Agnus Dei (Adagio, en do majeur, à , 69 mesures),  soli et chœur - partition
—Dona nobis pacem... (Allegro (mesure 24), en do majeur, à 
) - partition

- Durée de l'interprétation: environ 14 minutes

## Orchestration
| Instrumentation de la messe no 8 en Ut majeur                                |
| Voix                                                                         |
| Solo : soprano, alto, ténor, Baryton Chœur : sopranos, altos, ténors, basses |
| Cordes                                                                       |
| premiers violons, seconds violons, violoncelles, contrebasses                |
| Bois                                                                         |
| 2 hautbois                                                                   |
| Cuivres                                                                      |
| 2 trompettes en do (clarines), 3 trombones colla parte                       |
| Percussions                                                                  |
| 2 timbales en do et sol                                                      |
| Clavier                                                                      |
| orgue                                                                        |